# هفت میوه
هفت‌میوه نوعی خوراکی است که در هنگام سال نوی خورشیدی، نوروز، در افغانستان تهیه می‌شود و به صورت عمومی همراه با هفت‌سین ایرانی در افغانستان می‌آید. مقدس بودن هفت از سومری‌ها به سایر مردم جهان باستان از جمله آریایی‌ها رسیده و تاریخچهٔ هفت‌میوه برخلاف هفت‌سین به سال‌ها پیش بازمی‌گردد؛ گفته می‌شود که به خاطر مقدس بودن عدد هفت، هفت‌میوه در روز آغاز سال شگون خوب دارد. تاجیک‌های افغانستان و برخی نواحی از تاجیکستان معتقدند نه هفت‌سین بوده و نه هفت‌شین، بلکه هفت‌چین بوده‌است. مراد از هفت‌چین نیز، هفت میوه‌ای بوده‌است که از هفت درخت متفاوت چیده شده و به عنوان برکت خانه در آغاز سال نو در سفره گردآوری شده بود.

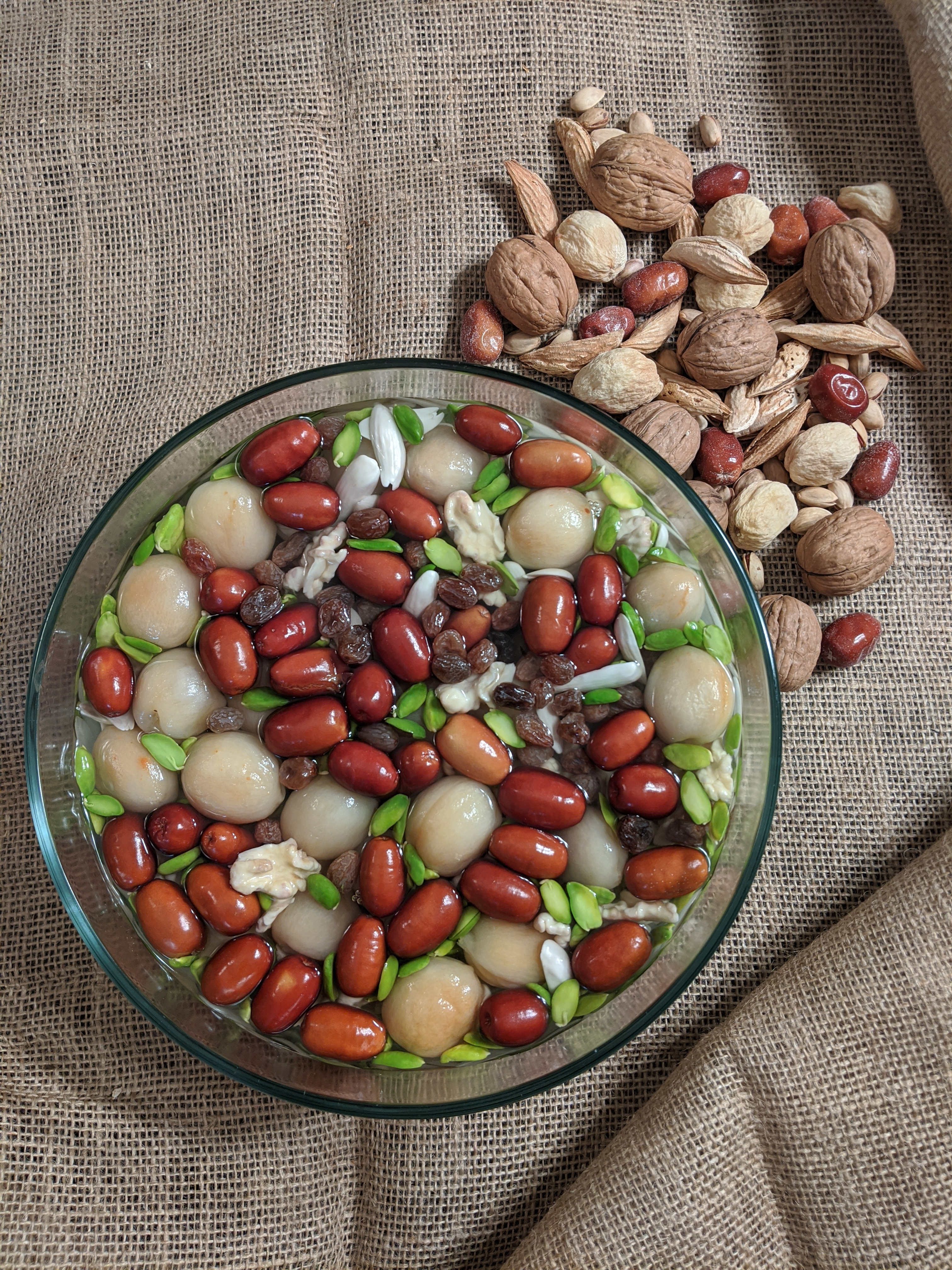
بشقابی حاوی هفت‌میوه

مواد اصلی هفت‌میوه شامل کشمش، گردو، بادام، پسته، زردآلو، فندق و سنجد با مقدار کمی شکر می‌شود. همهٔ این مواد با بعد از پاکسازی در داخل یک ظرف با مقدار آب لازم انداخته می‌شود و برای مدت معینی (معمولاً ۲ تا ۳ روز) آن را در مکانی ملایم رها نموده و پس از کامل نمودن آن را بروی سفرهٔ نوروزی گذاشته و میل می‌کنند. هفت‌میوه بیشتر با هفت‌سین، سبزی‌پلو و سمنو همراه است.

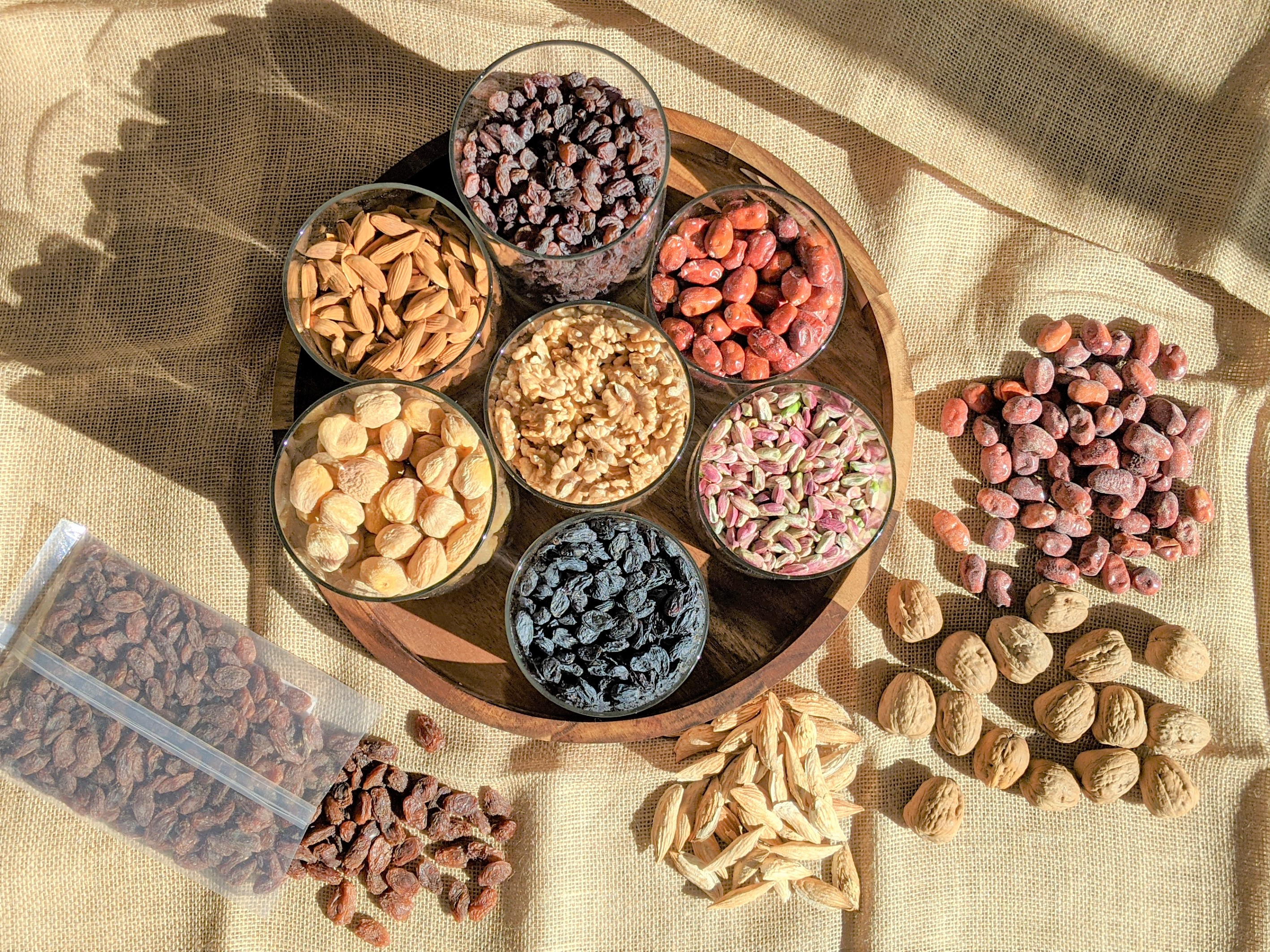
میوه های لازم هفت میوه

در لغت‌نامهٔ دهخدا، معنای هفت‌میوه به صورت «[ هََ می وَ / وِ ] (اِ مرکب) کشمش طائفی، انجیر خشک، قیسی خشک، شفتالوی خشک، خرمای خشک و آلوی بخارا. (برهان)» توصیف شده‌است.